# Sierra de Queralt

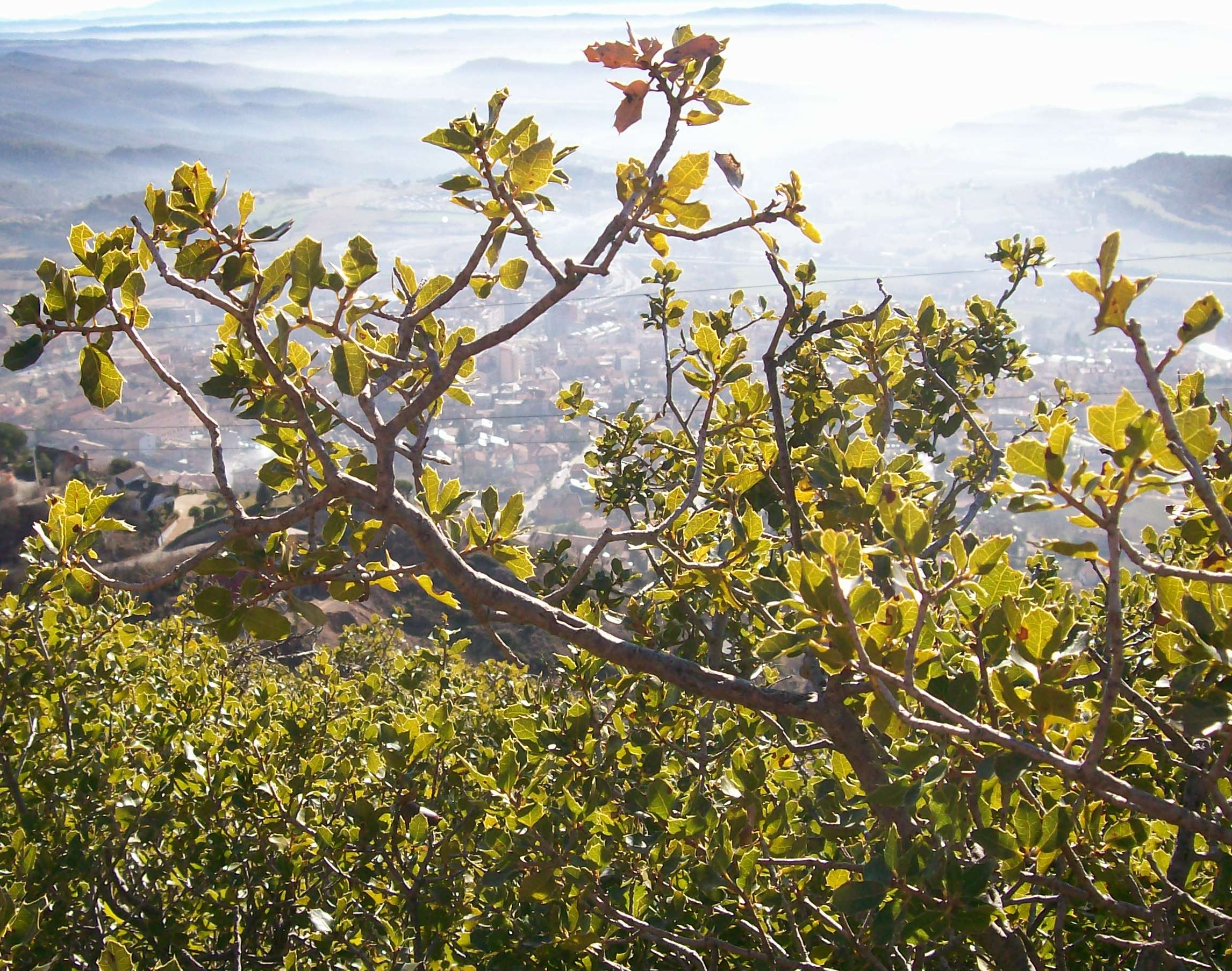

La sierra de Queralt, o serra de Queralt en catalán, es una cadena montañosa situada en el Prepirineo y orientada de este a oeste. Es un plegamiento anticlinal de calcáreas cretácicas y jurásicas.

## Vegetación
La sierra de Queralt tiene una vegetación muy variada. Se puede encontrar desde hayas en un ambiente húmedo hasta pinos en los lugares más calurosos.

## Santuario de Queralt
En la parte superior de la sierra de Queralt está el santuario de Queralt, dentro del municipio de Berga (del antiguo término de la Valldan). La leyenda dice que la imagen fue encontrada por un pastor de Vilaformiu. La imagen es del siglo XIV, y debía pertenecer al castillo de Madrona o al castillo Berguedano. En el santuario hay rampas para que las personas con discapacidad puedan ir a la Iglesia desde el ascensor inclinado.

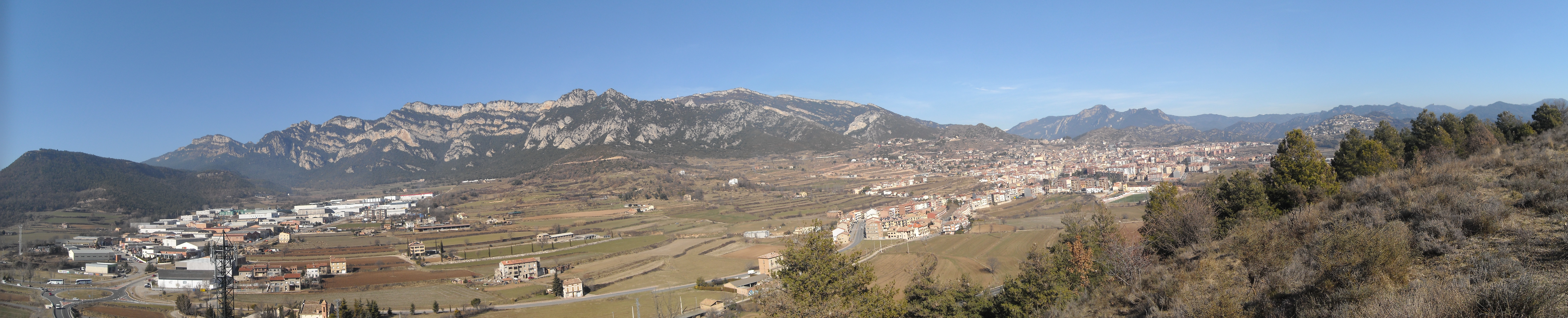
Vista panorámica de la sierra de Queralt (en el centro) y Berga (a la derecha).